# Ильинское (платформа)
Ильи́нское — железнодорожная платформа Белорусского направления МЖД вблизи Рублёво-Успенского шоссе.
Состоит из одной боковой платформы, используемой для движения в обоих направлениях. Западнее посадочной платформы располагался крупный дачный вокзал для пассажиров с помещением для билетной кассы (последнее время не использовался). 18 октября 2012 года он был снесён в ходе реконструкции линии и строительства новой инфраструктуры. Недалеко от места, где располагался вокзал, находится переход через путь.
Расположена на линии Рабочий Посёлок — Усово, сооружённой в 1926 году. В 1927 году была сооружена пассажирская платформа на современном месте. В 1957 году линия была электрифицирована. В 2005 г. для обеспечения безубыточности на станциях Ромашково и Усово и на платформах Раздоры, Барвиха и Ильинское были закрыты билетные кассы, после чего на линии стали работать разъездные билетные кассиры.
Линия Рабочий Посёлок — Усово не раз планировалась к закрытию для расширения Рублёво-Успенского шоссе, однако, затем планы изменились. С октября 2018 года на реконструированной линии организовано тактовое движение электропоездов повышенной комфортности «Иволга» (часть из них минует платформу Ильинское без остановки).
Время движения от Белорусского вокзала — 39 минут.
В 2023 году на платформе установлены валидаторы.